# Nataša Lačen
Nataša Lačen, slovenska smučarska tekačica, * 3. december 1971, Črna na Koroškem.
Lačnova je za Slovenijo nastopila na Zimskih olimpijskih igrah 1998 v Naganu ter na Zimskih olimpijskih igrah 2002 v Salt Lake Cityju.
V Naganu je nastopila v teku na 5 in 30 km ter v zasledovalnem teku. Na 5 km je osvojila 34. mesto, v teku na 10 km je bila 18., v zasledovalnem teku pa je končala na 34. mestu.
V Salt Lake Cityju je nastopila na 10 in 15 km, šprintu, zasledovalnem teku ter v štafeti 4 x 5 km. Na 10 km je zasedla 30. mesto, na 15 km je bila 32. V šprintu je prav tako končala na 32. mestu. V zasledovalnem teku je osvojila 23. mesto, štafeta pa je zasedla 9. mesto.